# Mas de les Vallcaneres
Mas de les Vallcaneres és una obra de la Sénia (Montsià) inclosa a l'Inventari del Patrimoni Arquitectònic de Catalunya.

## Descripció
Les Vallcaneres són una partida del terme de la Sénia, a les quals s'arriba per una pista forestal que s'agafa al pantà d'Ulldecona. És una de les zones més altes dels Ports de Besseit. La zona fa una petita vall on està localitzat el Mas. Aquest mas és de planta rectangular, amb la façana principal orientada al sud-est; consta de planta baixa amb tres portes i vàries finestres, i primer pis amb un seguit de 7 finestres de forma rectangular. Teulada a doble vessant.

## Història
Fou objecte de Carta Pobla el 1238, atorgada per Guillem de Montcada a una família procedent de Linyola, considerat dins del terme de Tortosa a la muntanya de les Tres Eres. No va reeixir com a lloc de poblament. A la llinda d'una de les portes, entre la planta baixa i el primer pis, hi ha la data grafitada damunt d'un carreu de pedra de 1773.